# George Demetrescu Mirea

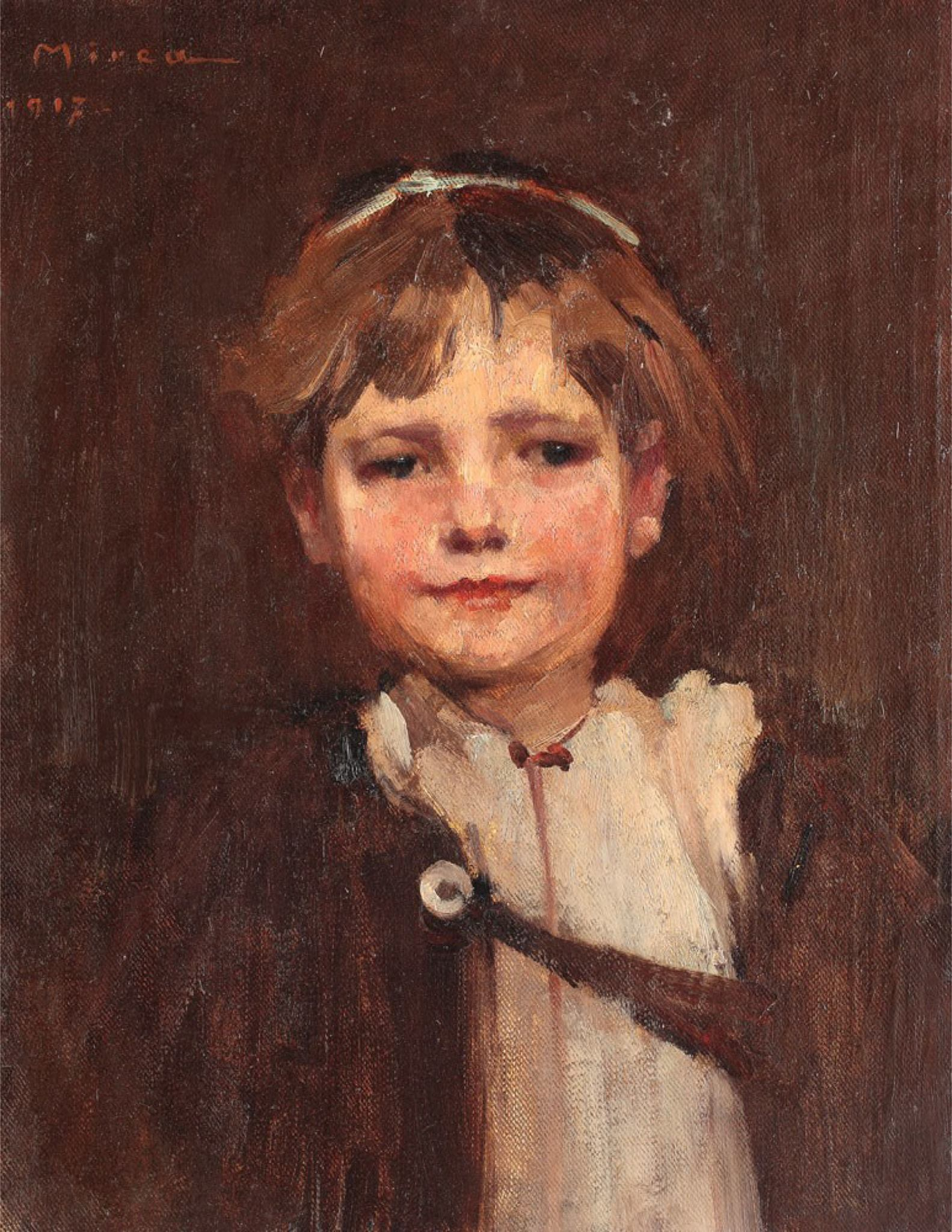
Flăcău din Ardeal, 1917

George Demetrescu Mirea (n. 16 aprilie 1852, București, Țara Românească – d. 12 decembrie 1934, București, România) a fost un pictor și muralist român, fratele sculptorului Dimitrie D. Mirea. 

## Date biografice
George Demetrescu Mirea a fost cel de-al doilea din cei 12 copii ai protopopului Dimitrie Ionescu Mirea.
A studiat la Școala de Belle-Arte București cu Theodor Aman, luând lecții simultan cu medicul Carol Davila. 
La recomandarea doctorului Carol Davila, a participat la Războiul de Independență (1877-1878), ca pictor atașat Cartierului General al armatei, alături de Nicolae Grigorescu, Carol Popp de Szathmary și Sava Henția.
Avându-l ca protector și mecena pe Ion Ghica, în urma recomandării lui Nicolae Grigorescu, în 1878 a obținut o bursă de studii la École des Beaux Arts din Paris, unde a studiat cu Carolus Duran, un vestit portretist al înaltei societăți franțuzești, căruia i-a devenit elev după doar un an petrecut la Școala de Belle Arte, pe care o părăsise tocmai pentru a fi în preajma maestrului francez, pe lângă care a rămas până în 1884.
În 1884, a primit comanda să realizeze decorația murală a Catedralei din Constanța, pe care a executat-o alături de arhitectul Ion Mincu. Lucrarea sa a fost distrusă în timp, fiind înlocuită. De asemenea, în perioada 1887 - 1888 a executat pictura plafonului Casei Vernescu din București, dar și patru panouri alegorice.
Și-a început cariera pedagogică mai întâi ca profesor de desen la Școala Normală de învățători de la Câmpulung, iar în anul 1891 a fost numit profesor la Școala de Belle-Arte din București, unde era deja suplinitor din 1889. Opt ani mai târziu, a fost numit director al aceleiași instituții, funcție pe care a deținut-o până în 1927.
Ca profesor și director la Școala de arte frumoase din București, a promovat academismul („Vârful cu Dor”, „Bacantă și satir” și unele compoziții istorice), rămânând însă un remarcabil portretist („Alexandru Odobescu”; „Portret de bărbat”; „C. Stăncescu”). A realizat decorațiile murale la Banca Națională a României, Casa scriitorilor, Universitatea din Iași.

## Distincții
- În anul 1900, G.D. Mirea a aparticipat la Expoziția Universală de la Paris, fiind distins cu un premiu „hors concours”.[8]
- Printre cele mai importante distincții obținute de artist se numără Premiul național pentru pictură din 1924.[4][5]

## In memoriam
În semn de respect pentru activitatea sa, o stradă din București, din preajma Arcului de Triumf, îi poartă numele.